# El nacimiento de Venus (Gérôme)
Para otras obras bajo el mismo título véase El nacimiento de Venus
El nacimiento de Venus o Venus saliendo de las aguas (La estrella)  (en francés: La Naissance de Vénus; Vénus — Vénus sortant des eaux (l'étoile)) es una pintura de 1890 de Jean-Léon Gérôme. Representa el nacimiento mitológico de Venus del mar.

## Descripción
Jean-Leon Gerôme fue uno de los principales representantes del academicismo francés decimonónico. Durante su vida se inspiró a menudo en la mitología grecorromana y el desnudo femenino clasicista. La obra representa el nacimiento de Venus, la diosa del amor en la mitología romana, emergiendo del mar. La diosa aparece de pie sobre una pequeña ola, rodeada de decenas de amorcillos, uno de los cuales a su derecha le ofrece una manzana dorada que recuerda la de la discordia, que le será entregada en el juicio de Paris. A diferencia de otras obras sobre el mismo tema, que en realidad presentan la llegada de la diosa a la isla de Chipre, esta obra muestra el momento mismo del nacimiento de la diosa, aunque al fondo se dibuja una isla en el horizonte. 
Fue vendido en una subasta en 1991. Actualmente se encuentra en una colección privada.